# منتخب غيانا تحت 20 سنة لكرة القدم
منتخب غيانا تحت 20 سنة لكرة القدم (بالإنجليزية: Guyana national under-20 football team)‏ هو ممثل غيانا الرسمي في المنافسات الدولية في كرة القدم في فئة كرة قدم تحت 20 سنة للرجال
.